# La Ciénega de los Ayala
La Ciénega de los Ayala är en ort i Mexiko.   Den ligger i kommunen Guadalupe y Calvo och delstaten Chihuahua, i den nordvästra delen av landet, 1 100 km nordväst om huvudstaden Mexico City. La Ciénega de los Ayala ligger 2 330 meter över havet och antalet invånare är 116.
Terrängen runt La Ciénega de los Ayala är huvudsakligen kuperad, men västerut är den bergig. Runt La Ciénega de los Ayala är det mycket glesbefolkat, med 6 invånare per kvadratkilometer. Närmaste större samhälle är Juntas de Arriba, 6,9 km söder om La Ciénega de los Ayala. I omgivningarna runt La Ciénega de los Ayala växer huvudsakligen savannskog.